# Ad Lansink
Adrianus Gerhardus Wilhelmus Josephus (Ad) Lansink (Arnhem, 6 juni 1934) is een Nederlands voormalig politicus namens de Katholieke Volkspartij (KVP) en het Christen-Democratisch Appèl (CDA). Hij was van 1977 tot 1998 lid van de Tweede Kamer der Staten-Generaal.

## Biografie
Lansink studeerde fysische chemie aan de Rijksuniversiteit Utrecht. Hij promoveerde in 1964 in de wiskunde en natuurwetenschappen aan dezelfde universiteit. Na zijn afstuderen was Lansink werkzaam als docent scheikunde aan een HBO en als wetenschappelijk hoofdmedewerker biochemie aan de Katholieke Universiteit Nijmegen.

### Politieke carrière
Lansink raakte politiek actief in de Katholieke Volkspartij en werd in 1970 lid van de gemeenteraad van Nijmegen. Van 1974 tot 1982 was hij fractievoorzitter in de Nijmeegse raad.
Bij de Tweede Kamerverkiezingen van 1977 werd Lansink gekozen in het parlement. Hij hield zich bezig met een veelheid aan onderwerpen, zoals milieu, energie, hoger onderwijs, studiefinanciering en volksgezondheid. Een door hem in 1979 ingediende en aangenomen motie zou een blijvend stempel drukken op het Nederlandse afvalverwerkingsbeleid. De Ladder van Lansink werd een standaard voor omgaan met afval en onderscheidt vijf vormen; preventie, hergebruik, sorteren/recycling, verbranding en storten. In 1993 stemden Lansink en Wim Mateman als enigen van de CDA-fractie tegen de aanleg van de Betuweroute. Naast zijn Kamerlidmaatschap bekleedde hij bestuursfuncties in de KNVB, onder andere als voorzitter van de sectie amateurvoetbal.
Bij de Tweede Kamerverkiezingen van 1981 en 1982 werd Lansink in eerste instantie niet herkozen, maar kwam hij enkele maanden later alsnog in de Kamer nadat een aantal CDA'ers tot respectievelijk het kabinet-Van Agt II en het kabinet-Lubbers I toetraden.

### Na de politiek
Bij de Kamerverkiezingen van 1998 was Lansink niet meer verkiesbaar. Later werd hij voorzitter van de Gelderse Milieufederatie. Hij schreef boeken als Challenging Changes uit 2017, dat gaat over de circulaire economie. Het idee over hergebruik van afval ontstond toen hij in 1979 als Kamerlid de begroting milieu deed en besloot het thema afval te behandelen waarmee hij zich als biochemicus en raadslid had beziggehouden. In 1993 werd zijn uitwerking opgenomen in de Wet milieubeheer.

## Persoonlijk
Lansink is rooms-katholiek. Hij is getrouwd. Lansink werd in 1990 onderscheiden als Ridder in de Orde van de Nederlandse Leeuw en in 1998 als Ridder in de Orde van Oranje-Nassau. In 1978 was Lansink als prins Ad I prins carnaval van Knotsenburg.